# Szlak Romantyczny

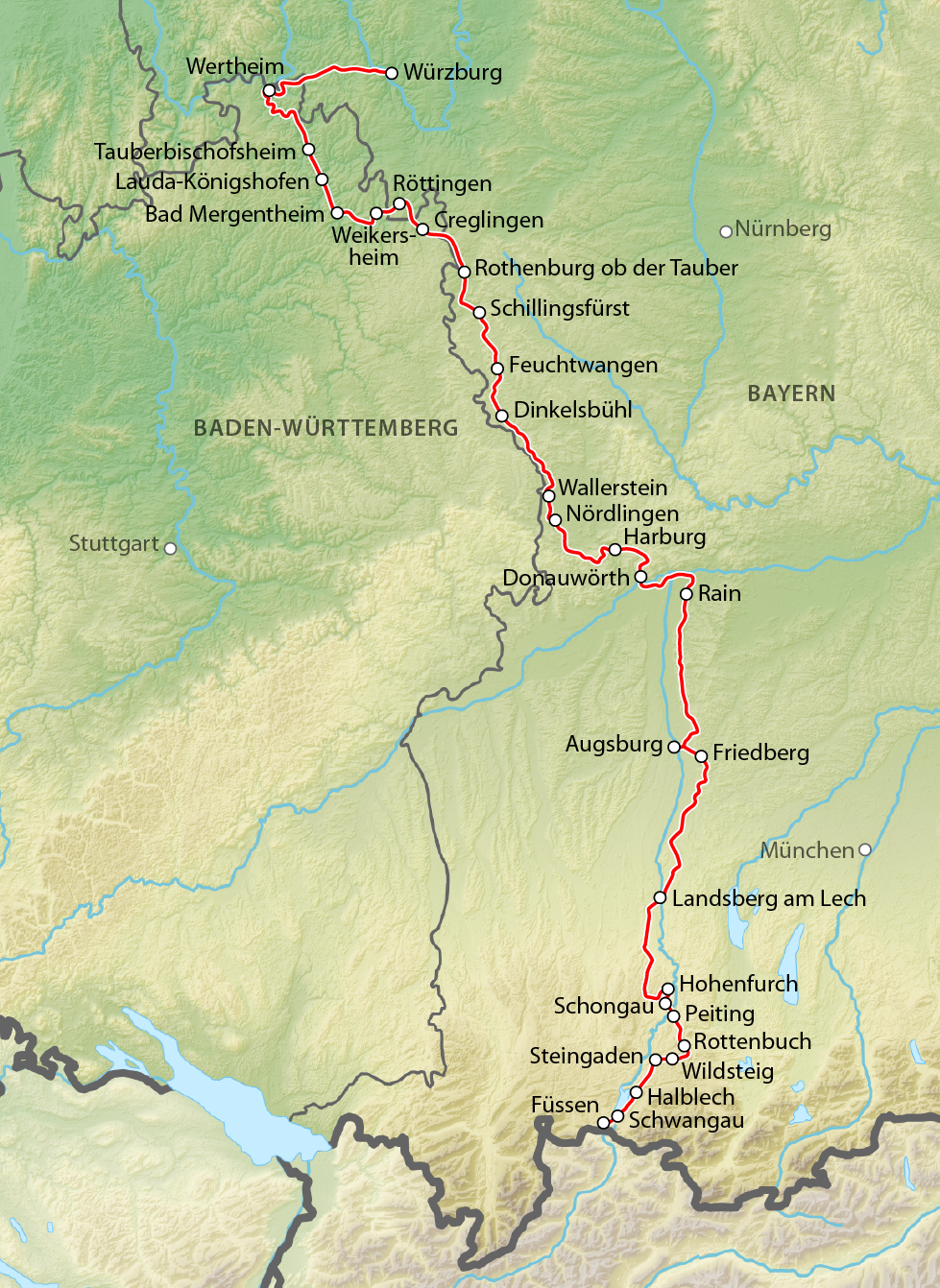
Romantische Straße, 2016

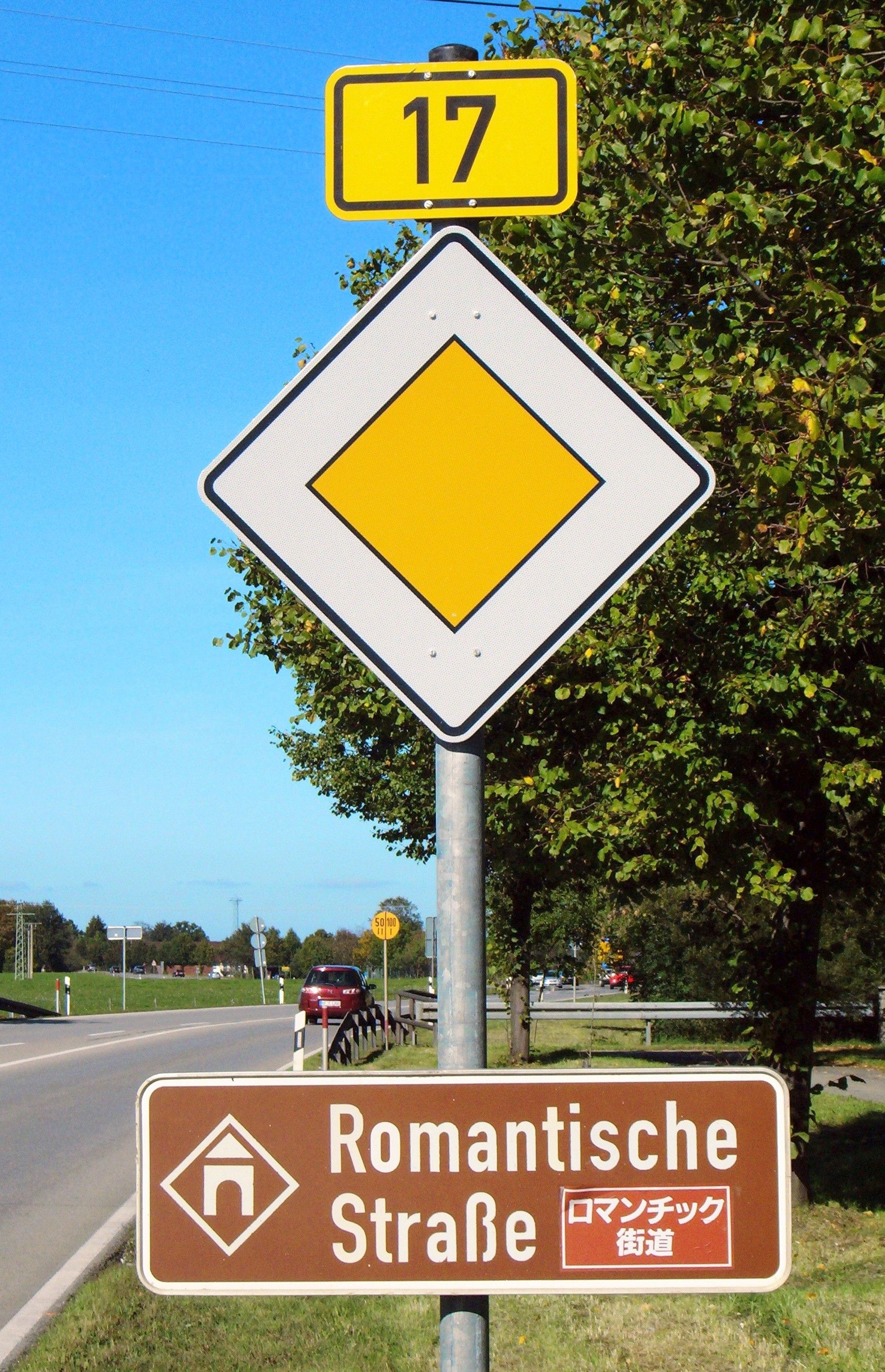
Tablica informacyjna Szlaku Romantycznego

Szlak Romantyczny (niem. Romantische Straße) – szlak turystyczny w Niemczech, prowadzący z Würzburga w Bawarii do Füssen.
Nazwę wprowadzono w latach 50. XX wieku. Szlak prowadzi częściowo drogami krajowymi B2 i B17.